# دارماگوپتاکا

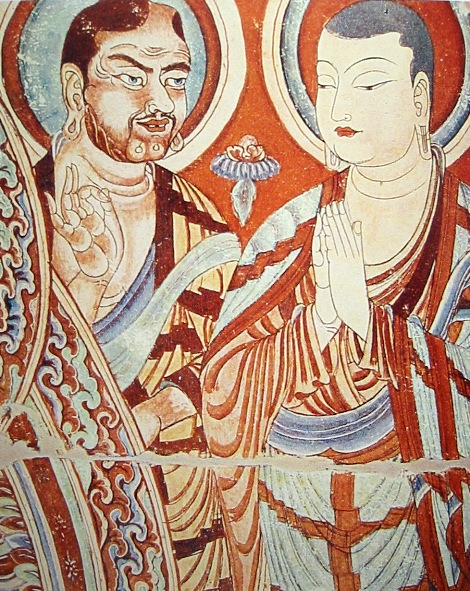
آسیای مرکزی بهکشو آموزش راهب چینی. غارهای بزیکلیک، قرن ۹ تا ۱۰; اگرچه آلبرت فن لوکوک (۱۹۱۳) با توجه به رنگ چشم و موی قرمز را فرض کرد که راهب یک تخارها بود. دانش‌پژوهی مدرن، چهره‌های مشابه قفقازی (انسان‌شناسی) همان معبد غار (شماره ۹) را به عنوان قومی سغد شناسایی کرده است. یک مردمان ایرانی‌تبار که در مراحل دودمان تانگ (قرن ۷–۸) و پادشاهی قره‌خواجه (قرن ۹–۱۳) تورفان (شهر در سطح ولایت) به عنوان یک جامعه اقلیت قومی ساکن بوده است.

دارماگوپتاکا (انگلیسی: Dharmaguptaka)، (زبان سانسکریت: धर्मगुप्तक; چینی: 法藏部; پین‌یین: Fǎzàng bù; ویتنامی: Pháp Tạng bộ)، بسته به منبع، یکی از هجده یا بیست مکتب بودایی اولیه هستند. گفته می‌شود که آنها از فرقه دیگری به نام Mahīśāsaka سرچشمه گرفته‌اند.